# Grotte de las Caldas

La grotte de las Caldas  est un site préhistorique situé  dans la Réserve Naturelle Partielle de la grotte de las Caldas dans la municipalité asturienne de Oviedo en Espagne,.
Elle a été classée Bien d'intérêt culturel en 1997 (RI-51-010092).

## Localisation
La grotte, découverte en 1995, se trouve dans la zone de protection de 45 ha, la Reserva Natural Parcial de la Cueva de las Caldas.
elle fait l'objet d'importantes recherches menées par l'équipe du professeur de Préhistoire de l'Université de Salamanque, María Soledad Corchón Rodríguez.
Les fouilles archéologiques réalisées dans la grotte en ont fait l'un des sites du Paléolithique supérieur les plus importants de toute la région.

## Description
Il s'agit d'une grotte-source, qui mérite une attention particulière en tant qu'écosystème souterrain et notamment pour son site préhistorique des périodes solutréenne et magdalénienne. Au niveau géographique, aucun élément d'importance particulière n'a été trouvé, alors que du point de vue de la faune et des vestiges des sites archéologiques trouvés sur place, ils sont significatifs.

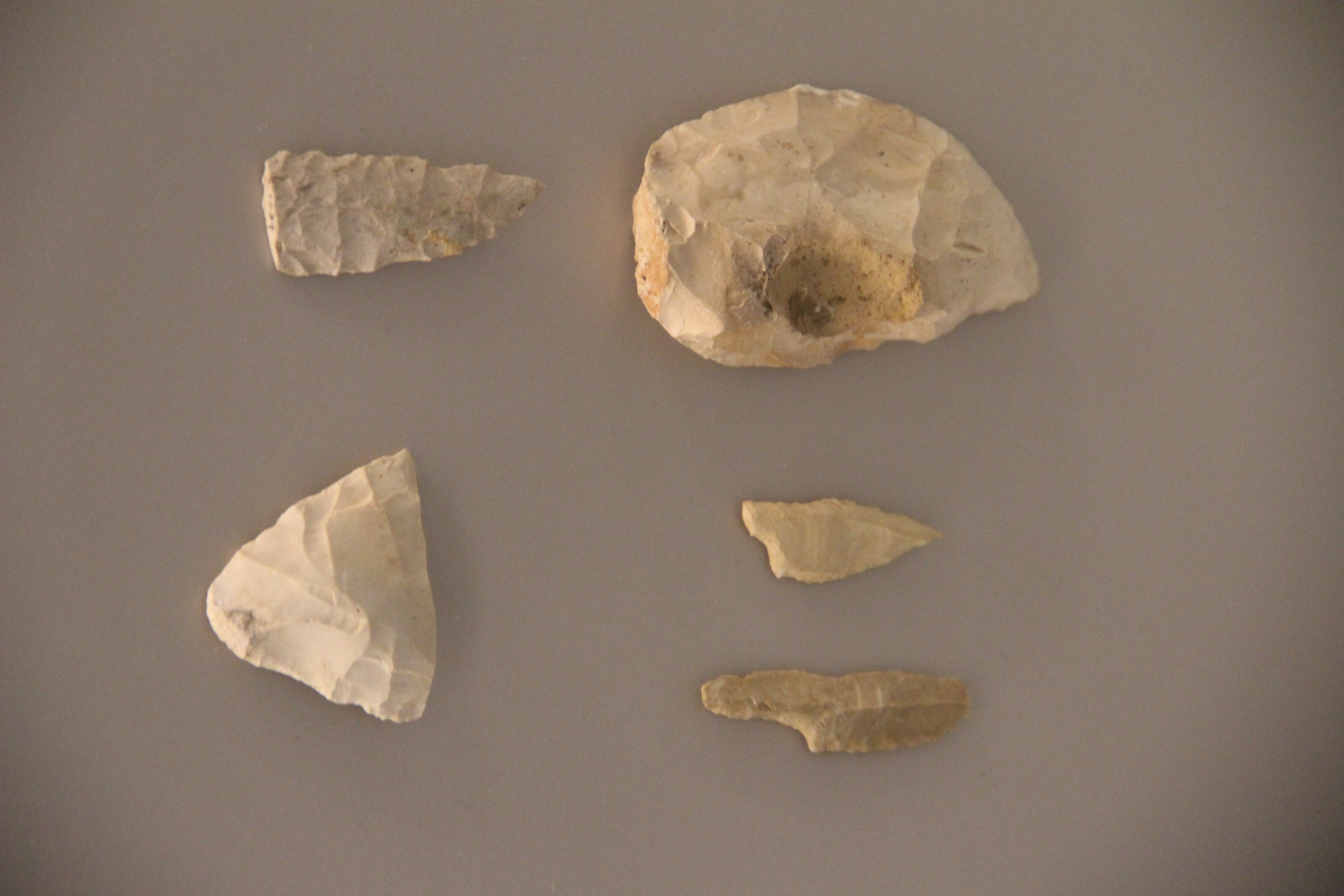
Industrie lithique de la grotte.

La grotte elle-même mesure environ 600 m de long et possède deux entrées : la grotte de La Figalina et la grotte de Don Ceferino. La cavité principale, large de 5 m, possède trois entrées : la principale, une autre plus petite, qui fait office de source discontinue, et la source principale, en dessous de la seconde. Le développement du complexe est simple, depuis l'entrée principale, un passage étroit mène à la galerie fluviale souterraine. En période de crue, une partie du débit déborde en raison de la source discontinue. En amont, la galerie s'élargit et se développe de manière linéaire, pratiquement sans ramifications. Dans sa partie médiane apparaît le gouffre de Figalina, qui communique avec l'entrée supérieure. En suivant la galerie, nous arrivons à un point où elle devient impénétrable et seul le courant d'eau accède à la cavité.

### Faune
La grotte est remarquable par sa présence abondante de chauves-souris (Chiroptera) à l'intérieur : le Petit Murin (Myotis blythii), le minioptère de Shreibers (Miniopterus schreibersii), le grand rhinolophe (Rhinolophus ferrumequinum), le petit rhinolophe (Rhinolophus hipposideros) et lemurin de Natterer (Myotis nattereri).

### Découvertes archéologiques
Les découvertes de la grotte sont d'une qualité exceptionnelle  et comprennent entre autres :
- La Vénus de Las Caldas[7], une sculpture en bois de cerf magdalénien avec une tête de bouquetin et des jambes et des parties génitales de femme, qui peut être soit une figurine de Vénus paléolithique, soit un dispositif décoré de type propulseur,
- peintures rupestres paléolithique[8]
- Deux profils féminins stylisés superposés sur une tige gravée datant du Magdalénien moyen,
- Une plaque de pierre représentant le profil stylisé d'une femme,
- Une baleine et 2 bisons gravés sur des dents de grand cachalot,
- Une pierre taillée en quartz  de haute qualité, jamais utilisée,
- Dents de cheval gravées,
- Os de cheval sculpté avec des têtes de bison.

## Galerie

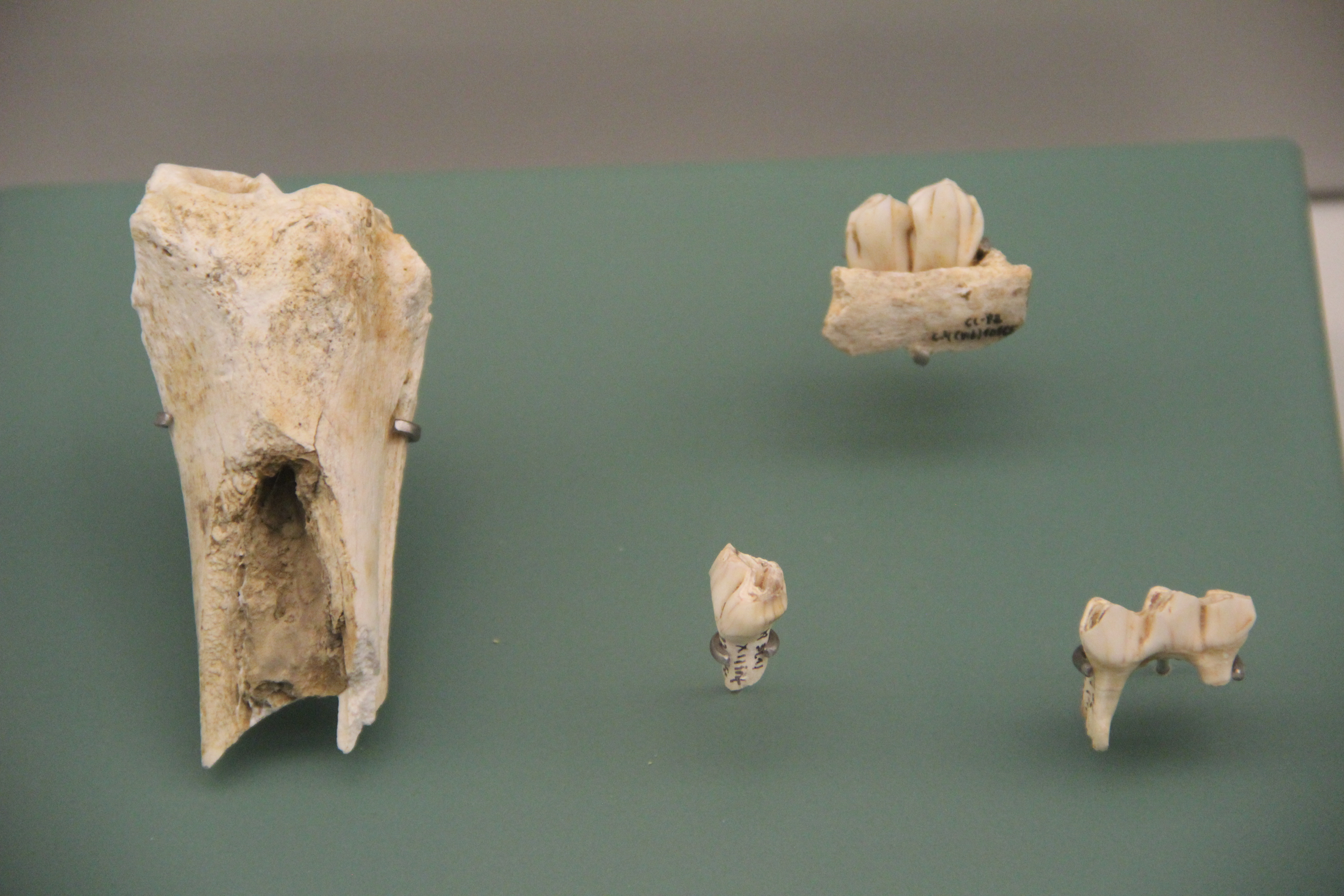
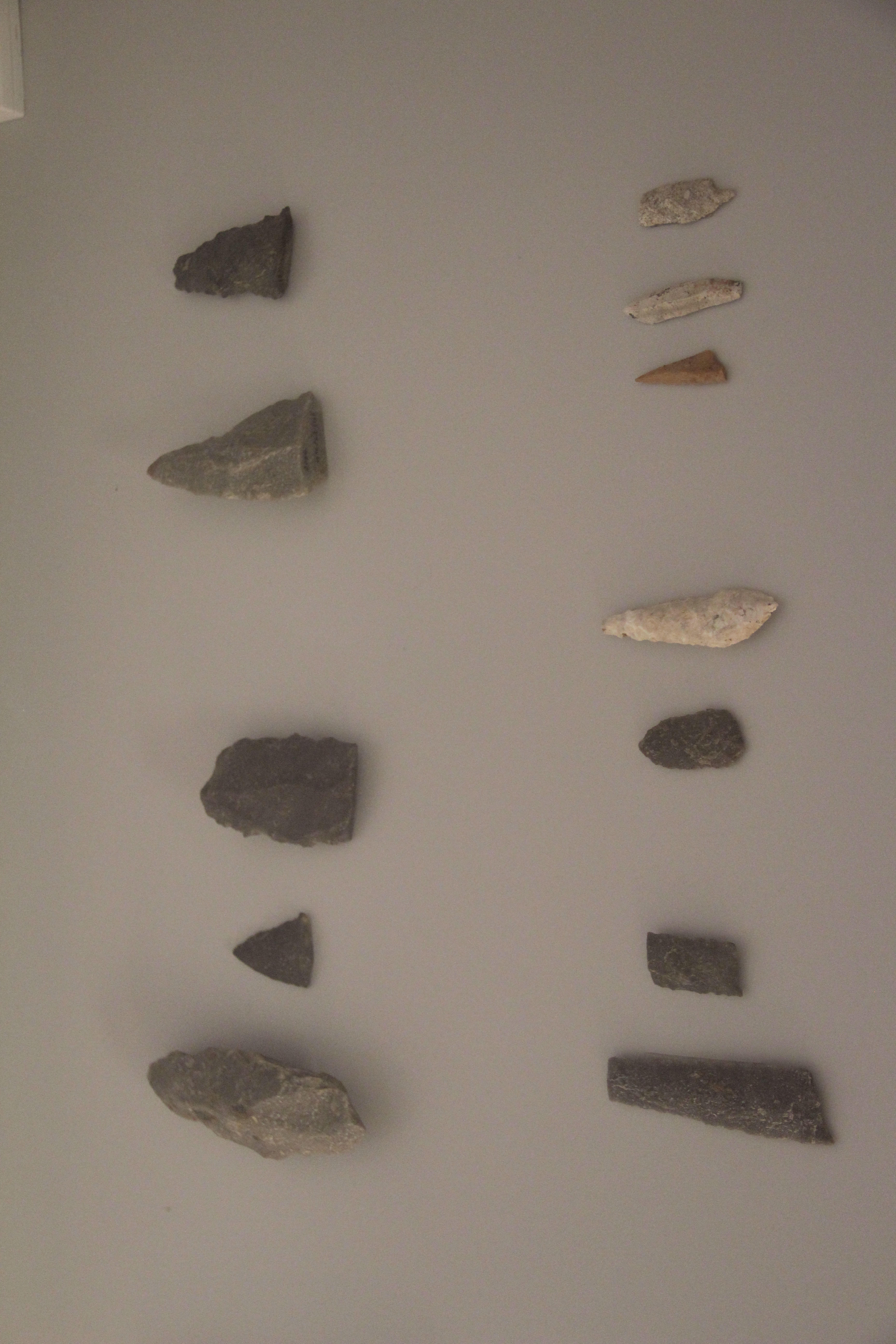